# Tesla Electric Light & Manufacturing
Tesla Electric Light & Manufacturing – przedsiębiorstwo utworzone przez Nikola Teslę w 1886. Znajdowało się w Rahway, New Jersey, firma została utworzona po zwolnieniu Tesli z pracy u Thomasa Edisona. Pomimo tego, że firma zarabiała pieniądze, większą część wpływów otrzymywała od inwestorów. Ostatecznie inwestorzy nie zgodzili się z planami Tesli, dotyczącymi rozwijania prac nad silnikami prądu przemiennego. Spowodowało to odejście Tesli z przedsiębiorstwa.